# Campo Marzo
Campo Marzo (o Campo Marzio) è un parco di Vicenza, uno dei maggiori per estensione, da secoli di proprietà comunale. Sorge a poca distanza dal centro storico di Vicenza, a ridosso della linea ferroviaria, alle pendici di Monte Berico.

## Toponimi
Anticamente quest'area era chiamata la Guisega, corruzione locale di Wisega, termine affine al tedesco Wiese, prato; con questo nome si trova designata nell'atto della donazione fatta nell'anno 983 dal vescovo Rodolfo ai monaci benedettini di San Felice. La denominazione del luogo appare per la prima volta in un atto di permuta del 1074, dove compare nell'accezione di Campi Marcii, ovvero campi di Marte o letteralmente Campi di Marcio.
Sulle origini del nome Campo Marzo è stata disputa aperta nei secoli: un'ipotesi faceva derivare il toponimo da campo di Marte, nome dato a luoghi utilizzati dai soldati romani per le loro esercitazioni, ma non c'è alcuna fonte attendibile su questo uso militare in età romana.
La seconda ipotesi fa risalire il toponimo al termine latino marcidus (marcio, che tende a marcire, in dialetto locale marso), che starebbe ad indicare una zona umida e paludosa a causa del ristagno delle acque nella zona, attraversata in più parti da fosse e scoli, con larghi tratti paludosi. Anche in relazione a questa ipotesi manca però una fonte attendibile riguardo allo stato dei luoghi durante il medioevo.
Il sostantivo Marcius in latino classico si traduce nell'attuale Marzio (nome). Non vi è dubbio alcuno che letteralmente sia Marzio che Marzo possano essere quindi collegati al nominativo Marcius e di conseguenza al concetto di marzialità. La progressiva dissociazione degli storici cittadini nei confronti di una interpretazione letterale del nome latino del luogo a favore dell'accezione dell'italiano marcio, non ha però risolto la questione.
L'attribuzione del nome Campo Marzo all'area non è oggi affatto scontata e negli ultimi anni si è accesa a Vicenza un'accesa diatriba culturale tra i sostenitori dell'una e dell'altra ipotesi. A conferma di ciò, nel 2019 un sondaggio promosso dalla rete televisiva Rete Veneta e dall'associazione Liberi Pensatori ha mostrato che il 70% dei cittadini di Vicenza chiama l'area Campo Marzio, mentre il restante 30% Marzo. 
I lavori di storici come Renato Cevese e Franco Barbieri, propensi per Campo Marzo, hanno rappresentato per un lungo periodo il naturale approdo della dialettica cittadina. Negli ultimi anni il lavoro di Luciano Parolin ha portato nuovamente alla ribalta il termine Marzio, attraverso una ricerca basata su circa 650 documenti provenienti dagli archivi del comune di Vicenza e presentata al pubblico nel 2019.

## Storia

### Epoca antica e Medio Evo
Fin da tempi antichissimi, precedenti all'età romana, l'area fu utilizzata per la tumulazione delle salme: durante scavi seicenteschi furono trovate urne cinerarie e idoli di bronzo. All'inizio del secondo millennio - come è attestato nella permuta del 1074 - la zona contava 80 campi circondati da muri, fosse e dal fiume Retrone e veniva utilizzata come pascolo per gli animali.
Negli statuti cittadini del 1264 viene ricordato che nell'area si giustiziavano pubblicamente i delinquenti. In caso di assedio della città - se le mura e la Roggia Seriola, che correva lungo di esse non erano sufficienti - Campo Marzo poteva anche venire allagato e servire così a rafforzare le difese.
Durante il medioevo vi si tenevano due grandi fiere - nei giorni di san Felice (14 agosto) e di san Gallo (16 ottobre) - molto frequentate dai veneziani che vi acquistavano merci per poi trasportarle a Venezia per via fluviale.
Sin dal 1310 nell'area furono piantati alberi e vi si tenevano pubblici mercati. Alla fine del XIV secolo essa fu donata dai Visconti - allora signori di Vicenza - a Jacopo Dal Verme in ricompensa dei suoi servigi, ma i figli di costui, Luigi e Pietro, la restituirono nel 1414 alla città.

### Epoca moderna

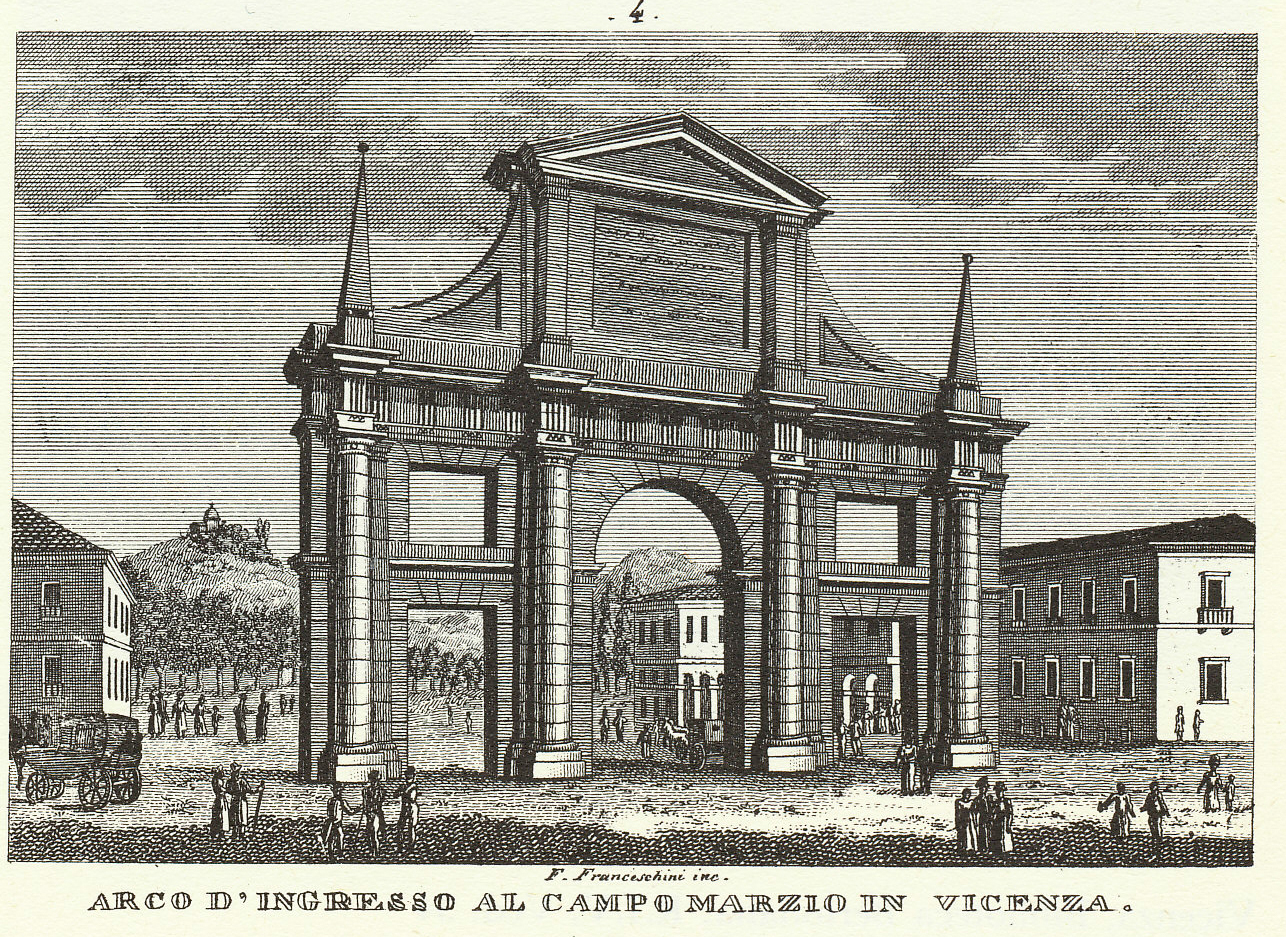
Arco progettato nel 1608 dall'architetto Ottavio Bruto Revese fuori Porta del Castello, disegno di Franceschini, 1836. Oltre l'arco si vedono Campo Marzo e Monte Berico

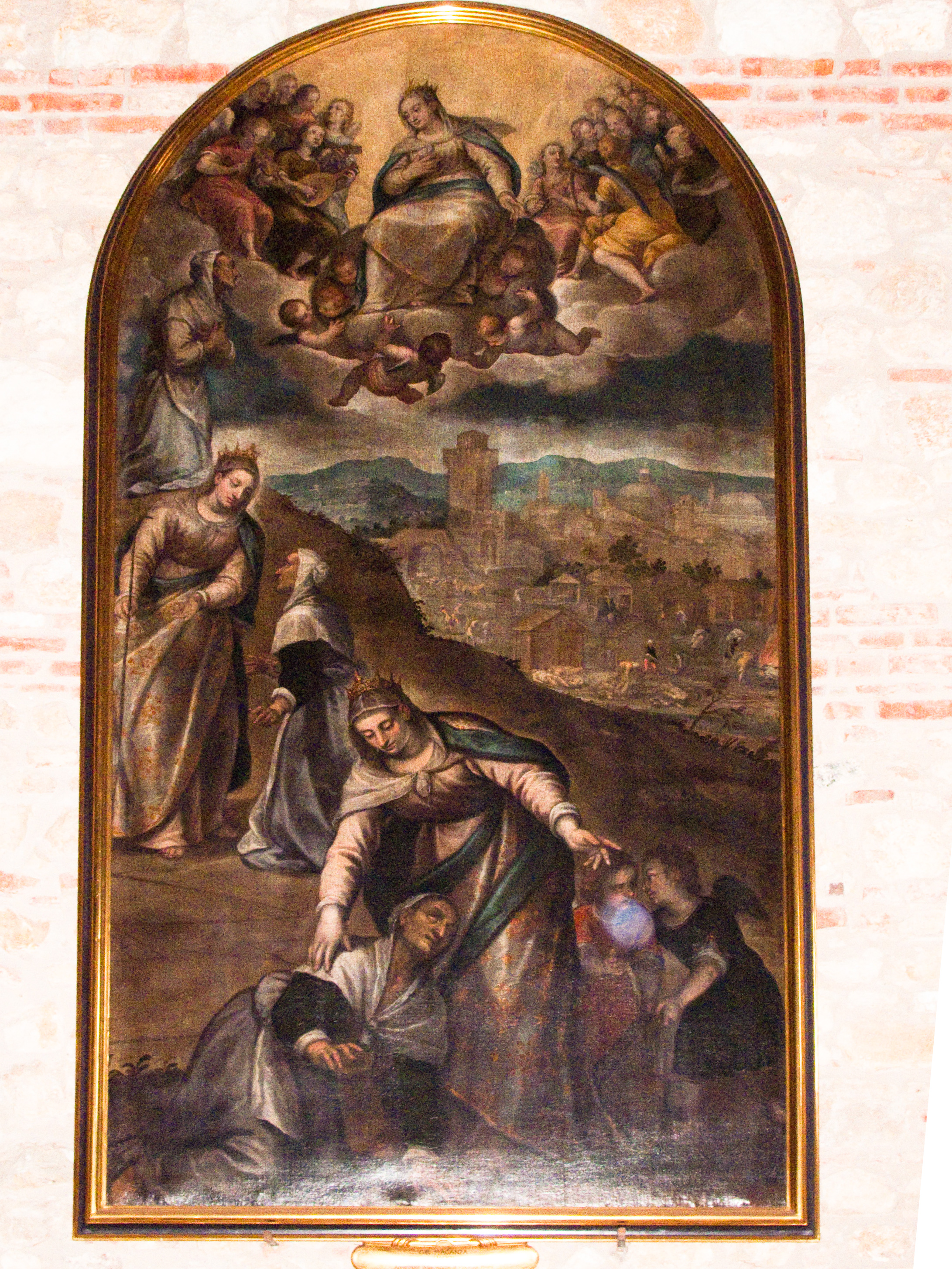
Pala di Giambattista Maganza il Giovane (1617), Chiesa di San Giorgio in Gogna, Vicenza

Nel XVI secolo i prati di Campo Marzo venivano ancora affittati per il pascolo, con entrate che si aggiravano sui 200 ducati l'anno. Il contratto però prevedeva una riserva: durante le frequenti e devastanti epidemie di peste, l'area poteva essere utilizzata per costruirvi casoni in cui segregare i sospetti appestati e per seppellirvi i morti, come illustra la pala di Giambattista Maganza posta nella vicina chiesa di San Giorgio in Gogna il cui annesso ospizio, appena di là del fiume, fungeva da lazzaretto.
Nel 1612, quando la città era sotto il governo della Serenissima Repubblica di Venezia, fu deliberato un apposito regolamento per la manutenzione e l'uso del Campo Marzo, il cui testo rappresenta un vivido quadro della situazione:
Nello stesso anno viene attestato per la prima volta dal Barbarano l'utilizzo militare dell'area, con la costruzione di un "castello di terra" per le esercitazioni. È di quel tempo l'attribuzione del toponimo a una supposta origine romana come "Campo di Marte", tanto che sull'arco trionfale progettato dall'architetto Ottavio Bruto Revese e fatto erigere nel 1608 dal capitano Pierpaolo Battaglia era murata una lapide con l'iscrizione: Petrus Paulus Battalea Pref. Vicetiae Campo Martis Vetustissimus Ad Urbis Splendorem Et Eximii In Cives Amoris Perpetuum Monumentum Pos Anno MDCVIII. Questa costruzione dimostra l'intento di nobilitare l'area sulla quale, per interessamento di Girolamo da Schio e dell'Accademia Olimpica, fu eretto un circo per le corse dei cavalli.

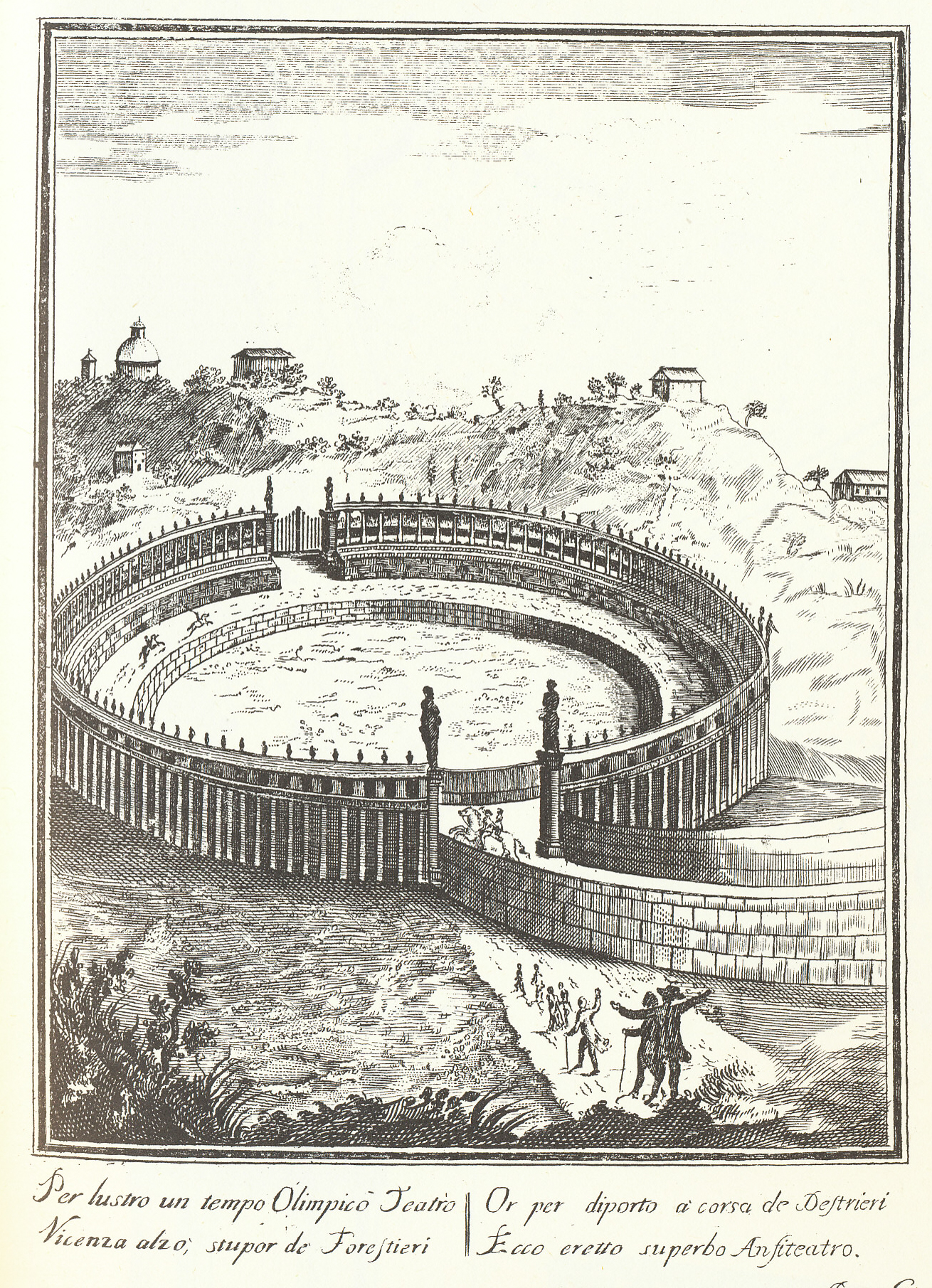
Circo in Campo Marzo - Incisione di Anonimo di fine sec. XVIII

Nel 1702 il Consiglio comunale e i deputati ad utilia decisero la costruzione dello stradone che da Porta Castello attraversava il prato fino al fiume, adibendo questo a coltura e abbandonando quindi la tradizionale destinazione a pascolo. A partire dal 1713 vi fu trasferita la fiera che annualmente veniva tenuta in piazza dei Signori, per paura che il concorso disordinato della folla potesse dar luogo ad un eventuale incendio degli edifici della piazza. Questa sistemazione - disegnata da Francesco Muttoni - non diede in realtà buoni risultati: le piogge continue provocarono le proteste dei commercianti e la fiera ritornò pochi anni dopo in piazza dei Signori.
Sino alla fine del Settecento ogni anno veniva eretto in Campo Marzo un anfiteatro per le corse dei barbari e altre feste. Si trattava di una struttura in legno con logge e gradinate, dove prendevano posto gli spettatori, tutt'intorno alla pista in cui correvano i cavalli. Il circo era smontabile e veniva conservato nei magazzini del Comune. Il disegno dell'anfiteatro viene attribuito ad Andrea Palladio.

### Epoca contemporanea

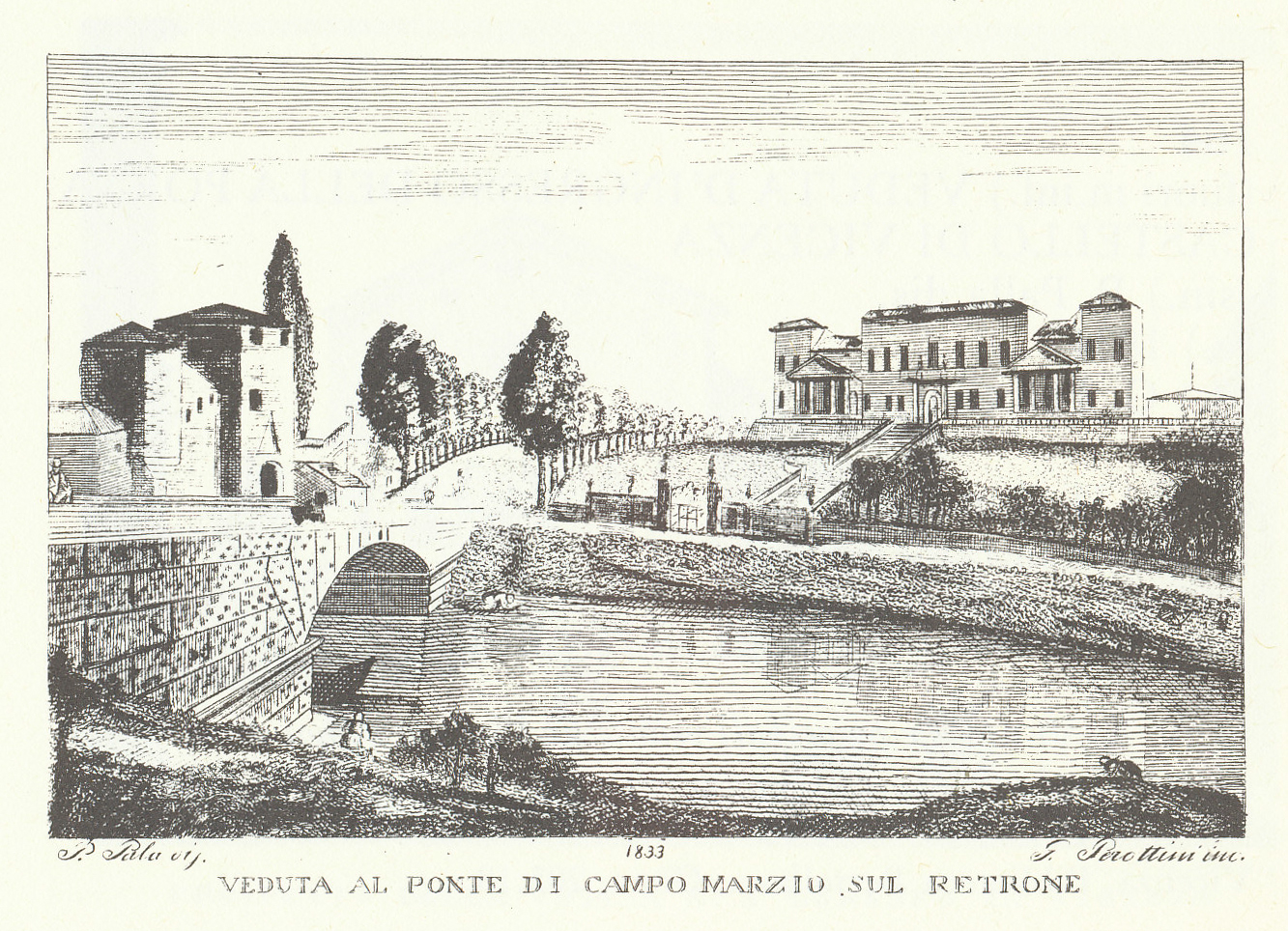
Ponte Santa Libera, incisione del 1833 di G. Perottini. A sinistra Porta Lupia, a destra villa Volpe

Nel 1796, nel tentativo di far fronte all'avanzata dell'esercito francese, la municipalità di Vicenza, al fine di raccogliere 40.000 ducati e venire in soccorso all'agonizzante Repubblica di Venezia, cedette - a cittadini eminenti e con possibilità di riscatto - i terreni di Campo Marzo, terreni che spesso, nel corso delle guerre napoleoniche, divennero luoghi di acquartieramento delle truppe.

#### La prima progettazione del parco
Nel 1816, quando da poco si era conclusa l'avventura napoleonica e Vicenza era passata sotto il Regno Lombardo-Veneto, per incarico del podestà del tempo Giulio Cesare Barbaran che ne voleva fare il luogo di passeggio dei vicentini, l'architetto municipale Bartolomeo Malacarne preparò un progetto per ristrutturare Campo Marzo, da dedicare in onore di Francesco d'Austria.
Per il Campo Marzo, il Malacarne progettò il Caffè - che venne inaugurato nel 1838 con il nome di Caffè Turco e poi, durante la guerra del 1911-12 con la Turchia, fu rinominato Moresco - che risentiva del gusto esotico allora di moda. Troppo vicino alla stazione ferroviaria, fu distrutto dai bombardamenti angloamericani durante la seconda guerra mondiale.
Sempre nello stesso anno, in occasione del ripristino - concesso da Ferdinando d'Austria - della Fiera d'agosto, Malacarne si occupò del restauro dell'arco trionfale del Revese, che completò con un prospetto verso sud, secondo canoni neoclassici.
Così come avevano già fatto i francesi, però, anche gli austriaci trasformarono l'area in piazza d'armi e soltanto cinquant'anni più tardi - quando Vicenza passò sotto il Regno d'Italia - Campo Marzo cessò di essere utilizzato per le esercitazioni, in seguito a una convenzione conclusa tra il Comune e l'Intendenza militare; inutili erano state le trattative in precedenza tentate "all'intento di liberare quell'amenissimo sito di cittadino passeggio dagli incomodi e dai pericoli degli esercizi militari, e di ridurlo a pubblico giardino".
Durante l'occupazione, Campo Marzo fu teatro di dispute tra la guarnigione austriaca e la Municipalità, in merito alla tumulazione dei militari che avveniva, appunto, all'interno del parco. Nonostante le ripetute proteste del comandante - che fin dal 1816 lamentava il fatto che le salme "per mancanza dei ripari necessari, potendo pascolare ogni sorta di bestie", venivano nottetempo dissotterrate - il Comune si oppose per anni a concedere un luogo diverso, attribuendo questi spiacevoli episodi "all'incuria dei militari seppellitori, che non osservavano la prescritta profondità dei cinque piedi ...". La questione si risolse solo nel 1833, quando ai militari venne riservato uno spazio nel nuovo Cimitero acattolico.
Viale dei Platani (o viale Dalmazia)
Progettato il tracciato dal Malacarne nel 1816, un'apposita commissione decise di fiancheggiare il viale con due serie di platani occidentali, posti alla distanza di 5 metri l'uno dall'altro; a protezione degli alberi e del parco fu nominato anche un custode, alloggiato nell'edificio della Casara, per poter vigilare anche alla notte. Il viale fu subito correntemente chiamato Viale dei Platani e il nome fu sostituito solo nel 1927, per celebrare la Dalmazia italiana.
Ponte di Santa Libera
Un primo ponte in legno fu costruito nel 1804 per la visita dell'arciduca Giovanni d'Austria, ampliato e irrobustito con sostruzioni in muratura costruite nel 1816 in occasione della visita a Vicenza dell'allora imperatore d'Austria Francesco I; una decina d'anni dopo fu ricostruito in pietra e mattoni secondo l'armonioso disegno del Malacarne, per raccordare il viale (oggi viale Dalmazia) con i portici di Monte Berico, progettati nel XVIII secolo da Francesco Muttoni e realizzati dopo la sua morte.

#### La seconda progettazione
Con il passaggio al regno d'Italia venne rivista la progettazione del parco, la cui area nel frattempo era stata sostanzialmente modificata: già nel 1816 era in parte stato realizzato il progetto del Malacarne, con la creazione dei due viali principali che l'attraversavano; nel 1844 erano poi state costruite la stazione e la linea ferroviaria, che aveva definitivamente separato l'area dalle pendici di Monte Berico. La redazione del nuovo progetto fu affidata ad un'apposita commissione composta dal poeta Jacopo Cabianca, dell'architetto Antonio Caregaro Negrin e dall'ingegnere vicentino Eugenio Volebele.
Viale Roma

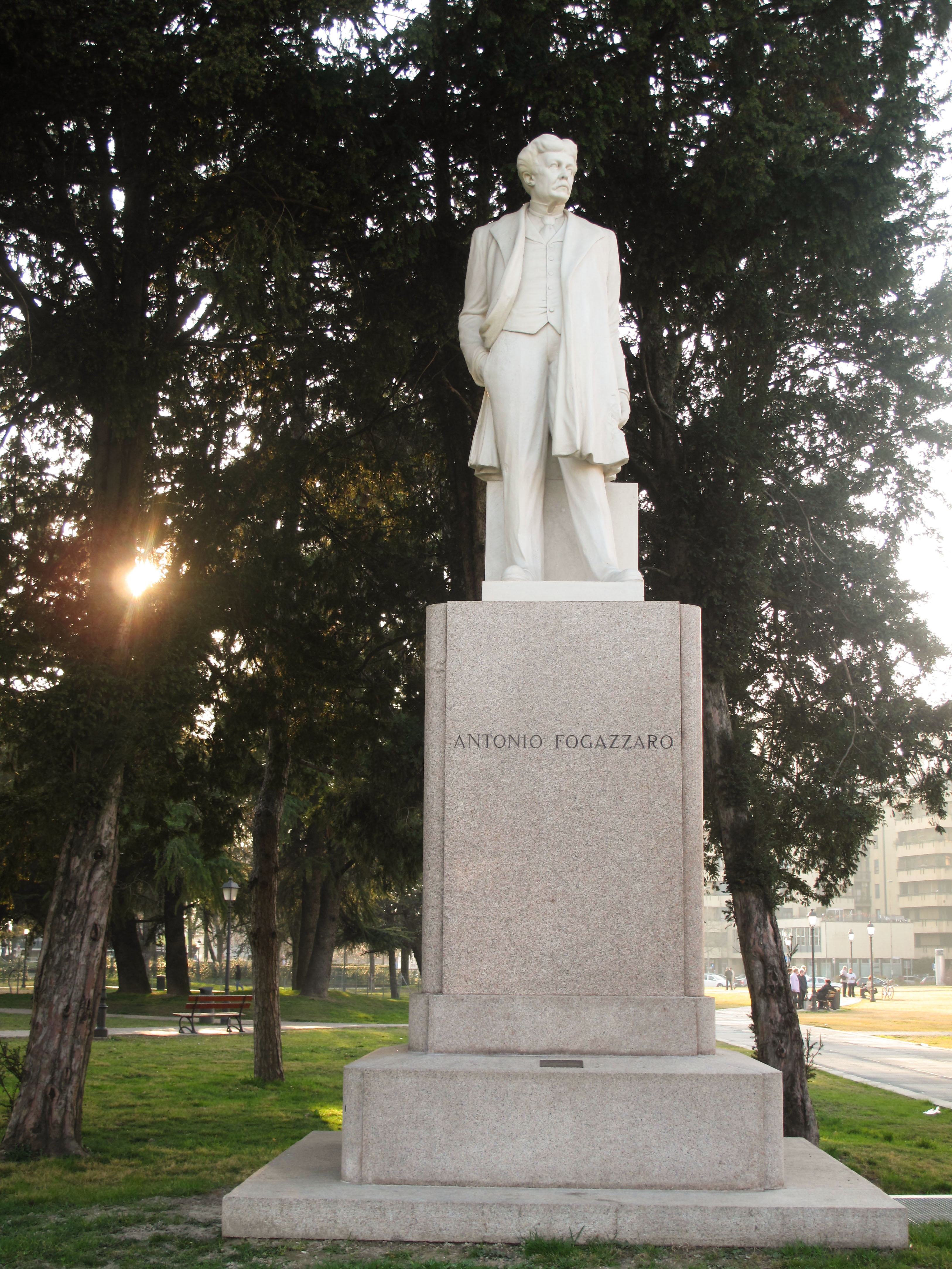
Monumento ad Antonio Fogazzaro in viale Roma, dello scultore Giuseppe Zanetti (1932)

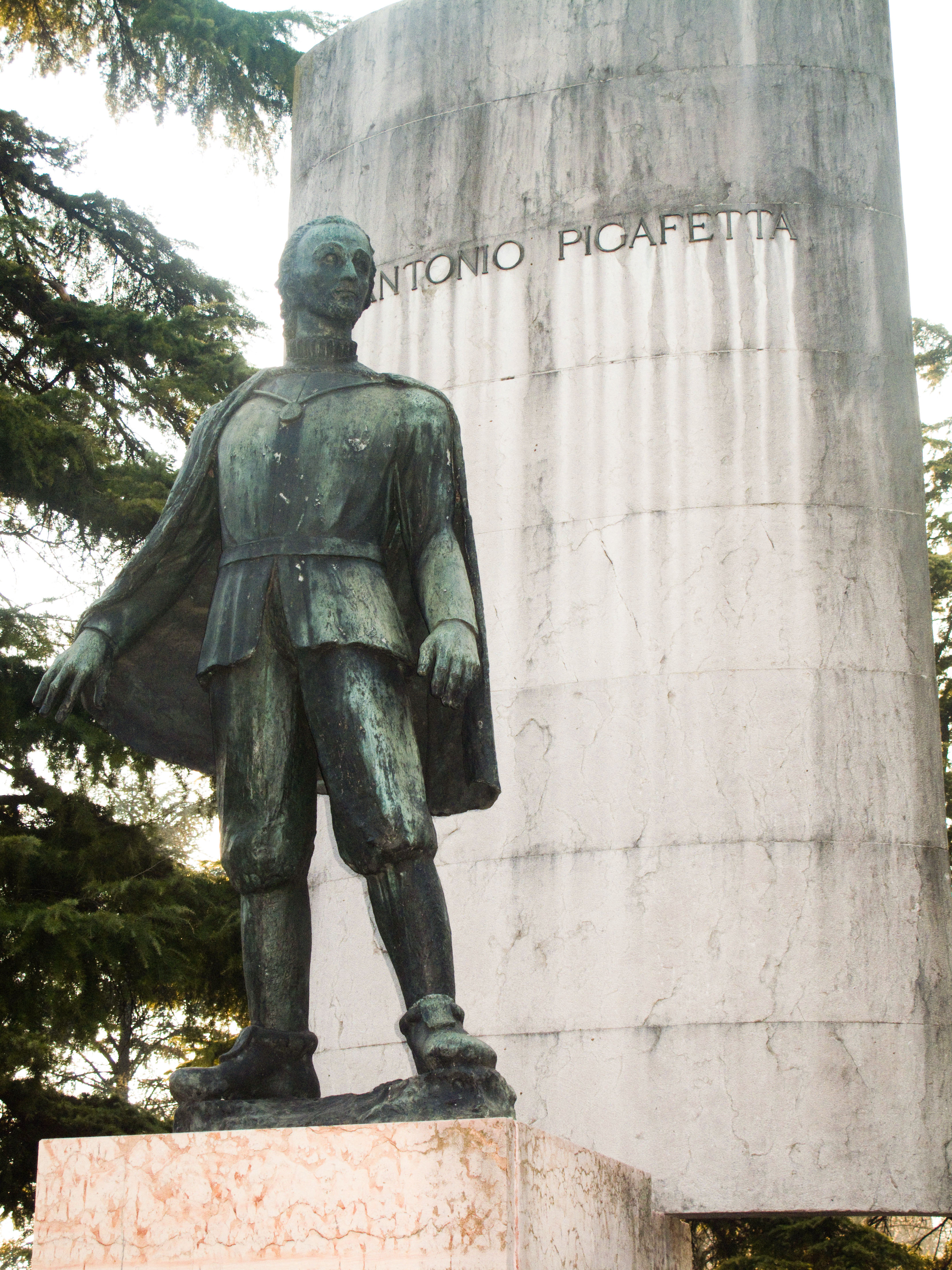
Monumento ad Antonio Pigafetta in viale Roma, dello scultore Giuseppe Zanetti (1936)

La relazione della Commissione al giardinaggio del 1867 illustrava con chiarezza la funzione che si voleva attribuire al parco - e al suo viale principale - nei confronti della città:
Il viale verso la stazione s'allarga in una spaziosa superficie, campo opportuno al girare delle carrozze e alle bande musicali, cui sono riservate le due laterali piazzette ... Il tutto poi sarebbe coniugato ad un impianto di illuminazione scenica ...»
Il viale fu rettificato, sistemato e inaugurato nel 1873; designato dapprima con il nome di Stradone retto del Campo Marzo, poi di Viale della Stazione, nel 1911 venne infine intitolato a Roma.
Lungo il viale, nel 1932 fu inaugurato il monumento ad Antonio Fogazzaro, un'opera in marmo bianco di Carrara che poggia su un basamento in marmo rosa di Baveno dello scultore Giuseppe Zanetti; i bombardamenti della seconda guerra mondiale, che distrussero il vicino teatro Verdi, danneggiarono il monumento, restaurato nei primi anni del duemila. Sempre di Giuseppe Zanetti è anche il monumento al navigatore vicentino Antonio Pigafetta, donato dallo scultore alla città nel 1959 e collocato a metà del viale.
Dal 2010 lungo viale Roma si trova anche un busto del Mahatma Gandhi, opera dello scultore di Nuova Delhi Roman Sutar e donato al Comune di Vicenza dal Consiglio Indiano per le relazioni culturali. Qui è posta anche una stele con un articolo dello statuto del Comune di Vicenza riguardante la pace e i diritti umani. A fianco del piedistallo con il busto si trova un podio di marmo, secondo lo stile inglese dello Speakers' Corner, luogo deputato alla libera espressione personale.
Ippodromo
Nel 1869, al momento della progettazione del parco, un gruppo di cittadini si costituì in Società per l'organizzazione annuale delle corse di cavalli e fece istanza alla Giunta municipale perché fosse concesso uno spazio in Campo Marzo per effettuare queste corse e così contribuire "al ripristino e allo splendore della nostra Fiera". La Giunta non solo accolse la proposta, ma la rilanciò approvando il progetto di Circo, per creare una struttura che "per curve ed ampiezza fosse consimile a quello del Prato della Valle in Padova".
Nonostante notevoli opposizioni, alla fine il Circo fu costruito nella parte di Campo Marzo a ovest di viale Roma, dove ancora è riconoscibile l'area circolare, oggi attrezzata come parco giochi per i bambini.
Arco del Revese (demolito)
L'arco, costruito nel 1608 su disegno dell'architetto Ottavio Bruto Revese, nelle sue linee semplici e austere, costituiva una quinta scenografica di gradevole effetto per chi si trovava nel vestibolo della città (l'attuale piazzale De Gasperi), racchiuso tra l'arco stesso e la Porta del Castello. Esso però si presentava come uno sbarramento all'inizio di viale Roma e negli anni trenta del Novecento costituiva un ostacolo al traffico ormai consistente; il Comune perciò iniziò le pratiche per essere autorizzato a rimuoverlo, autorizzazione però che non venne concessa né dalla Soprintendenza all'Arte medievale e moderna di Venezia né dal Ministero "per ragioni storiche, artistiche e di topografia".
Quando però, nell'estate del 1938, in città fervevano i preparativi per la visita ufficiale di Benito Mussolini, l'ordine di abbattere il seicentesco arco venne dato dal segretario della Federazione fascista; quando la Soprintendenza tentò di imporre a sua volta l'immediata sospensione dei lavori di demolizione, questa era in uno stadio ormai troppo avanzato. L'ordine di sospensione si tramutò quindi nell'ingiunzione a ricostruire l'arco, questa volta in fondo a Campo Marzo verso il ponte di Santa Libera. La ricostruzione però tardò per mancanza di finanziamenti (la Federazione fascista non versò mai le L. 20.000 lire con le quali si era impegnata a contribuire), poi sopraggiunse la guerra e non se ne fece più nulla.
Viale Verdi e Teatro Verdi
La strada, uno dei tanti viali senza nome del Campo Marzo, cominciò a essere chiamata la Strada della Casara a fine Ottocento, mutuando il nome da un'antica costruzione già adibita a deposito di polveri e sede dei Bombardieri della Repubblica di Venezia, poi ridotta a caseificio, in dialetto locale casara. Fu poi chiamata Viale delle Tramvie quando al termine di essa venne costruita la stazione delle Tramvie Vicentine; ricevette infine la denominazione di Viale Verdi nel 1911 per il fatto di essere adiacente al Teatro Verdi, il maggiore teatro cittadino, costruito dapprima come anfiteatro e ricostruito come teatro nel 1871 e dedicato nel 1901 al grande musicista.
Viale Venezia
Il viale, che corre parallelo alla linea ferroviaria, insiste su un terreno di proprietà delle Ferrovie dello Stato, tanto che, prima dell'attuale denominazione datagli nel 1911, era chiamata nell'uso popolare Viale della Veneta, dal nome della società esercente alcune linee di ferrovie secondarie.

### La storia più recente

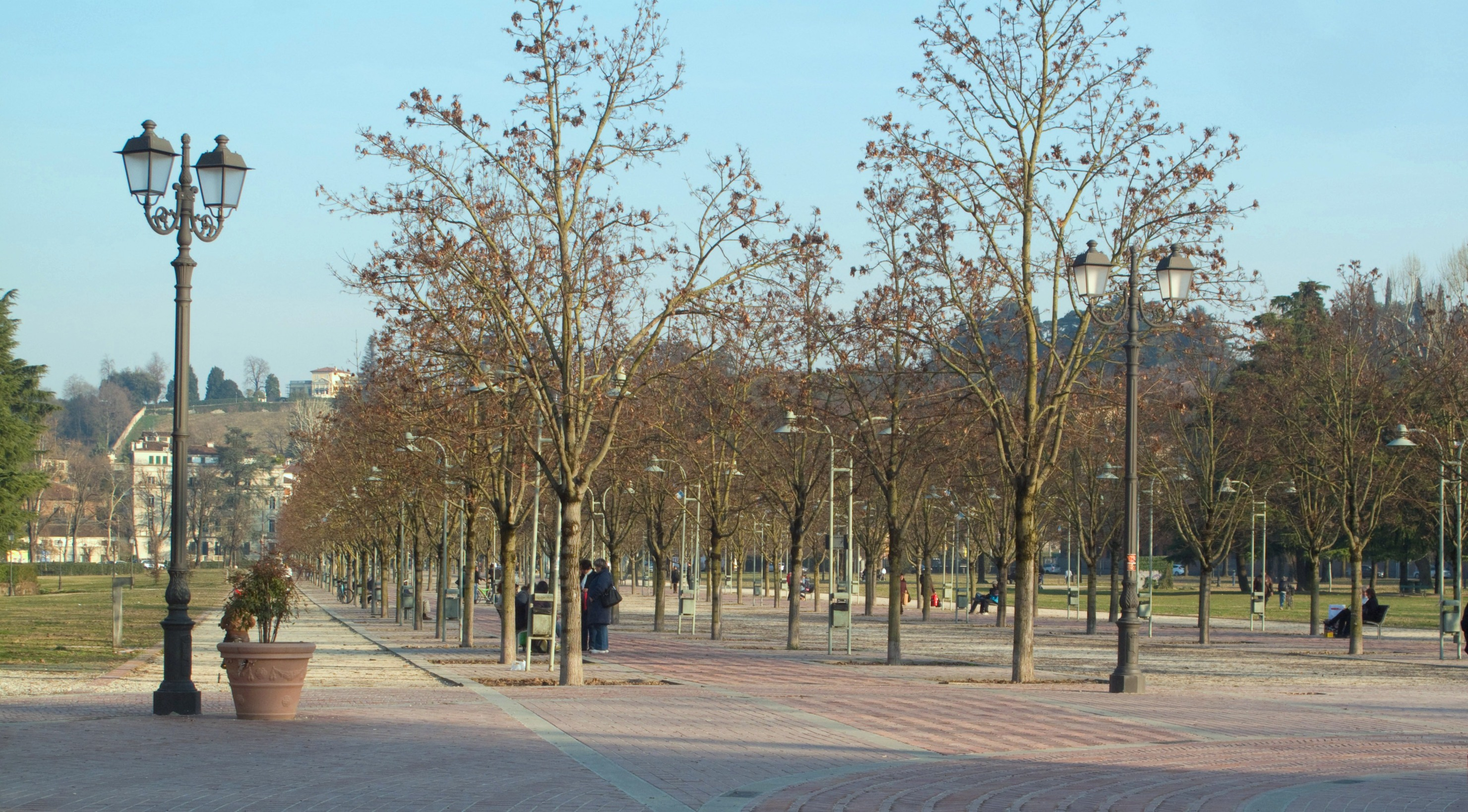
Campo Marzo, viale Dalmazia verso il ponte di Santa Libera

Nel corso della seconda guerra mondiale i bombardamenti angloamericani distrussero lo storico Caffè Moresco assieme ai teatri Verdi ed Eretenio e a buona parte delle alberature, che vennero poi ripiantate in filari lungo il viale centrale. Negli anni sessanta del Novecento la parte est di viale Dalmazia venne asfaltata per garantire una migliore fruibilità soprattutto durante la festa patronale della Madonna di Monte Berico dell'8 settembre, quando il parco accoglie le giostre.
La roggia Seriola - che da otto secoli dopo aver lambito le mura della città costeggiava il lato nord di Campo Marzo per confluire nel Retrone pochi metri a sud del Ponte Furo in viale Eretenio - intorno agli anni sessanta fu deviata e fatta confluire nel Bacchiglione a nord della città. Lungo il lato settentrionale del parco, quindi, oggi scorre acqua che nei pressi dei Giardini Salvi viene pescata da falde sotterranee, filtrata, ossigenata e posta forzatamente in circolo da pompe idrauliche.
Intorno agli anni ottanta i maestosi platani che caratterizzavano viale Dalmazia iniziarono ad ammalarsi del "cancro colorato" (Ceratocystis fimbriata). L'amministrazione comunale tentò di salvarli ma progressivamente gli alberi iniziarono a morire fino a diventare un pericolo per l'incolumità pubblica.
Si decise perciò di procedere, tra la fine degli anni ottanta e l'inizio degli anni novanta, alla riqualificazione del parco che si concluse nel dicembre del 1998, dopo tre anni di lavori e molte polemiche per le lungaggini del cantiere. Tutti gli alberi malati furono sostituiti con filari di aceri, fu tolto l'asfalto e posata una nuova pavimentazione lastricata, inserito un moderno arredo urbano e sostituiti i lampioni.
Nella primavera del 2009 l'amministrazione comunale varò un ulteriore progetto di riqualificazione che si proponeva, unitamente al completamento dei lavori di risistemazione del verde e dei percorsi precedentemente avviati, di rivitalizzare il parco come luogo della vita pubblica della città.
Il progetto - donato alla città da Aldo Cibic - ha portato alla realizzazione di una succursale estiva della Biblioteca civica Bertoliana, un servizio di wifi gratuito, una zona dedicata agli spettacoli all'aperto, aree riservate allo sgambettamento dei cani, percorsi sportivi e ludoteche per bambini all'interno del parco giochi già esistente nel settore ovest del parco.
Campo Marzo ospita annualmente la tradizionale Festa dei Oto - che nel periodo di settembre riunisce qui un grande numero di giostre e di attrazioni - oltre a diverse manifestazioni musicali, associative e di solidarietà sociale